# Mesoplophora abscondita
Mesoplophora abscondita är en kvalsterart som beskrevs av Wojciech Niedbała 1988. Mesoplophora abscondita ingår i släktet Mesoplophora och familjen Mesoplophoridae. Inga underarter finns listade i Catalogue of Life.